# Anfiteatro Tito Puente
El Anfiteatro Tito Puente es un anfiteatro de conciertos en la ciudad de San Juan, en la isla de Puerto Rico. Se llama así en honor al fallecido músico de mambo y percusionista Tito Puente. Fue llamado anteriormente "Anfiteatro Luis Muñoz Marín".
El anfiteatro es un lugar frecuente para los conciertos de todo tipo de música. Aquí se suele celebrar el Festival de Jazz Puerto Rico Heineken cada año. Se encuentra ubicado en San Juan, junto al Coliseo Roberto Clemente y al estadio Hiram Bithorn.